# Институт макроэкономических исследований
Институт макроэкономических исследований (также известен как ФБНУ «ИМЭИ») — научно-исследовательский институт в Москве.

## История
4 июня 1955 года создан Научно-исследовательский экономический институт (НИЭИ) при госплане СССР по постановлению ЦК КПССС и Совета Министров СССР «О перестройке работы Госплана СССР и мерах по улучшению государственного планирования». В 1955 году институт имел цели:
- Научные работы для планирования народного хозяйства,
- решение проблем в развития экономики на будущее,
- создание методик и координировать другие экономические институты в союзных республиках и в научно-исследовательских организаций страны,
- Применять вышенапечатанные результаты в долгосрочном планировании.

5 октября 1955 года институт имел 4 отдела: методологии и общих проблем народнохозяйственного планирования, промышленности, сельского хозяйства, размещения производительных сил, библиотеку, машинно-счётное бюро и вспомогательные отделы: информации и иностранных переводов, картографический, редакционно-издательский, оформления научных работ. Во ВНИЭИ работал учёный совет и аспирантура.
С ноябре 1955 году в институт трудоустраивали в основном специалистов из Академии наук СССР, министерства и ведомства и высших учебных заведений и к 1956 году здесь работало около 100 человек, включая 4 доктора наук и 37 кандидатов. В 1960 году из 150 набранных сотрудников здесь работали ученые: Л. Б. Альтер, Л. Я. Берри, О. Т. Богомолов, З. Г. Зангвиль, Я. А. Иоффе, В. И. Кац — также молодые учёные: А. И. Анчишкин, Н. Н. Барышников, Ю. А. Белик, Р. А. Белоусов, Б. И. Брагинский, В. Ю. Будавей, И. В. Бушмарин, Е. А. Иванов, В. Г. Костаков, Ф. Н. Клоцвог, В. П. Красовский, В. М. Кудров, М. Я. Лемешев, П. П. Литвяков, В. Ф. Машенков, Н. М. Ознобин, Г. И. Самборский, А. А. Смертин, Н. С. Соловьев, В. Ф. Терехов, Ю. В. Чураков, С. С. Шаталин, Ю. М. Швырков, Ю. В. Яременко. В 1970-х года количество сотрудников превышало 550 человек.
После реформ 1963 года и 1967 года область работы увеличилась. В 1970-е годы НИЭИ стал первым в СССР, кто использовал программно-целевого подход в планировании. В это время институт работал над управлением народным хозяйством в отраслях и регионах. Увеличено работа над методами управления экономики. С 1970-х годов по 1980-е года в институте были внедрены компьютеры в разработки и создание автоматизированной системы плановых расчетов.
В августе 1991 году страна перешла к строительству капитализма и институт получил новые задачи. В 1994 году переформирован в Институт макроэкономических исследований (ИМЭИ) при Минэкономики России, после при Минэкономразвития России. Численность работников уменьшилась в два раза. Сформированы научные школы: макроэкономического прогнозирования, обеспечения экономики трудовыми ресурсами, методических основ программно-целевого планирования, государственного регулирования рыночных процессов, методических основ программно-целевого планирования, управления инвестиционными программами и проектами, социально-экономического развития городов и территориально-муниципальных образований, экономической безопасности в условиях природных и техногенных катастроф.
В институте в разное время работали: профессор Костаков В. Г., профессор Смирнов В. И., профессор Виссарионов А. Б., профессор Водянов А. А., профессор Чижова Л. С., Стрижкова Л. А., профессор Нестерович Н. В., академик РААСН Любовный В. Я., профессор Райзберг Б. А., Самсонов К. П., Зворыкина Ю. В., Арцишевский Л. Н.
Заказчики исследований: Совет Федерации, Минобрнауки России, Минпромэнерго России, Минздравсоцразвития России, Минобороны России, МЧС России, Росстат, Роснаука, ФСТЭК России, ФСТ России, Правительство Москвы, Правительство Республики Бурятия, Правительство Республики Саха (Якутия), Администрация Алтайского Края, Администрация Самарской области, Администрация Сахалинской области, Администрация Ульяновской области, Администрация Корякского автономного округа, Администрация г. Новый Уренгой, ЗАТО «Островной», ЗАТО «Озерный».
Деятельность ФБНУ "ИМЭИ" прекращена 27 декабря 2016 в результате реорганизации в форме присоединения к Всероссийской академии внешней торговли.

## Деятельность
Институт в своей работе разделял свою деятельность на две ветви:
1. Разработка теории и способов, планирование в народном хозяйстве.
2. Решение теоретических и прикладных проблем в долгосрочном развитии экономики, изучение социалистического воспроизводства и межотраслевых связей, поднятие уровня капитальных вложений, попытка увеличения среднего уровня жизни. Скромность в использовании трудовых ресурсов. Развитие внешней торговли.

## Награды
В 1968 году директор НИЭИ А. Н. Ефимов, заведующий отделом Э. Б. Ершова, заведующий сектором Ф. Н. Клоцвог и Л. Я. Берри получили Государственную премию СССР за исследования в экономике.